# Lobatocerebrum
Genre
Lobatocerebrum ou « Lobatocerebron » (orthographe francisé ), est un genre d'animaux interstitiels décrits en 1980 par Rieger , placés alors dans les annélides, voir au sein des clitellates. Leur morphologie unique permet cependant de douter de leurs affinités avec les annélides . Jusqu'à trois espèces de ce genre sont supposées mais seule Lobatocerebrum psammicola a été formellement décrite et nommée. Ces organismes se retrouvent dans le sable hétérogène de taille intermédiaire à grossier de 20 à 800 mètres de profondeur. L'adulte mesure environ 3 millimètres de long et 0,11 millimètres de large.